# Alfred Loewenguth
Alfred Loewenguth (15 juin 1911-11 novembre 1983) est un violoniste français.

## Biographie
Il commença le violon à 8 ans et eut son premier élève à 12 ans. À 16 ans, il entra au Conservatoire national supérieur de musique et de danse  à Paris et créa son école de violon à 17 ans. À 19 ans, il obtint le premier prix du Conservatoire national de Paris et les premières médailles de musique de chambre et de solfège. Il y fut élève d'André Tourret et de Roger Ducasse pour la musique de chambre.
Il fonda en 1929 le Quatuor Loewenguth auquel a par la suite également appartenu son frère le violoncelliste Roger Loewenguth. Mais la "grande formation" du quatuor Loewenguth était composée d'Alfred Loewenguth (1er violon), Maurice Fueri (2d violon), Roger Roche (alto) et Pierre Basseux (violoncelle). Ce quatuor à cordes eut une renommée internationale et enregistra de nombreux disques de Bach à Milhaud, avec une prédilection pour Haydn, Mozart, Beethoven et la musique française. Il obtint un Grand Prix du disque pour les quatuors de Debussy et de Ravel Deutsche Grammophon).
Il fonda en 1959 les orchestres de jeunes Alfred Loewenguth (OJAL), et créa en 1969 le festival de musique de l'Orangerie de Sceaux.
Il fonda et dirigea également le Conservatoire du 9e arrondissement de Paris, enseigna au Conservatoire de Stuttgart, à la Schola Cantorum de Paris, ainsi qu’à l’Académie internationale de Nice.
Bien qu'il ait consacré l'essentiel de son activité musicale à la pédagogie et à la musique de chambre, avec son quatuor ou en duo (pendant plus de cinquante ans avec la pianiste Françoise Doreau), il eut également une carrière en tant que soliste. Le cinéaste Benoît Jacquot lui consacra un documentaire "Enfance Musique" en 1979.
Il avait épousé Jeanne Monique Chauveton (1925-2003).